# Železniční trať Reitzenhain–Flöha
Železniční trať Reitzenhain–Flöha je místní dráha v Sasku, postavená a provozovaná původně Chemnicko-chomutovskou drahou (Chemnitz-Komotauer Eisenbahngesellschaft) jako součást celostátního spojení mezi Prahou a Saskou Kamenicí. Trať, jež je nyní pouze částečně v provozu, začíná na státní hranici v Reitzenhainu na bývalé trati Křimov–Reitzenhain a vede přes údolí říčky Černé a Flájského potoka do stanice Flöha. Dosud provozovaný úsek Marienberg–Flöha patří od roku 2001 k DB-RegioNetz Erzgebirgsbahn.

## Historie

### Plány na výstavbu
Úvahy o výstavbě železnice do horního údolí Flájského potoka a do Marienbergu se objevily 1863, kdy se diskutovalo o stavbě železnice z Chemnitzu do Freibergu. Tento plán počítal s vedením trati jižněji, než vede současná trať. Když byl tento záměr opuštěn, vznikly plány na vybudování trati přes údolí Flájského potoka (Flöhatal) a Olbernhau do Chomutova. Ve stejné době vznikl Výbor pro výstavbu železnice přes Marienberg a Reitzenhain do Chomutova. Dva projekty soutěžily v roce 1867, aby získaly koncesi na vybudování železnice v údolí Flájského potoka. Poté, co se Buštěhradská dráha a město Chomutov rozhodly pro trasu přes Marienberg, dostala tato trasa přednost. V roce 1868 schválil Saský zemský sněm udělení koncesí a stanovil, že trať bude vybudována ze soukromého kapitálu. V roce 1869 byla uzavřena smlouva s Rakouskem-Uherskem o vybudování hraničního přechodu.
Dne 15. srpna 1871 byla pro výstavbu a provoz tratě založena Chemnitzko-chomutovská železniční společnost. Výstavbou železnice byla pověřena stavební společnost Pleßner & co. z Berlína.

### Výstavba a otevření
Dne 22. února 1872 bylo poprvé slavnostně kopnuto do země. K urychlení postupu výstavby bylo zahájena pět etap současně. Vzhledem k obtížným terénním podmínkám v úzkých údolích Černé a Rote Pockau je trať často vedena po mostech a náspu. Všechny mosty a viadukty byly postaveny pro dvojkolejný provoz, nicméně zářezy byly vystříleny jen pro jednu kolej. Celkem bylo nutno vykopat přibližně 1,6 milionu krychlových metrů. Při stavbě byli zaměstnáni italští pracovníci, protože s lámáním kamene měli mnoho zkušeností. V důsledku hospodářské krize z roku 1873 stavební firma narazila na ekonomické obtíže, takže stavbu musela převzít železniční společnost. Na počátku roku 1875 byla stavba dokončena.
Dne 3. února 1875 dorazila kolem 13. hodiny první lokomotiva do Marienbergu, nicméně vlak nemohl pokračovat do Reitzenhainu, jak bylo plánováno, kvůli příliš velkému množství sněhu na trati. Trať z Flöhy do Marienbergu byla uvedena do provozu 24. května 1875 a otevření trati do Reitzenhainu následovalo dne 12.  července 1875. Díky dokončení trati z Křimova do Reitzenhainu (Buštěhradská dráha) byla hotova celá trať až do Chomutova. Po prvním roce provozu musela Chemnitzko-chomutovská dráha prodat trať z důvodu finanční ztráty. Od 4. prosince 1876 ji převzal saský stát. Novým majitelem a provozovatelem  se staly Královské saské státní dráhy.

### Po druhé světové válce

Nádraží Hetzdorf (1978)

Po skončení druhé světové války byla přeshraniční železniční doprava do Chomutova ukončena, takže stanice Reitzenhain ztratila význam. Od té doby, co v sedmdesátých letech dvacátého století pohraniční železniční most nahradila silnice, je obnovení přeshraniční dopravy nepravděpodobné.
Dne 1. října 1978 byla mezi Marienbergem a Reitzenhainem zastavena osobní doprava a 8. ledna  1994 pak i nákladní. Tento úsek trati byl zrušen 15. prosince 1998.

### Sanace a rekonstrukce po povodních

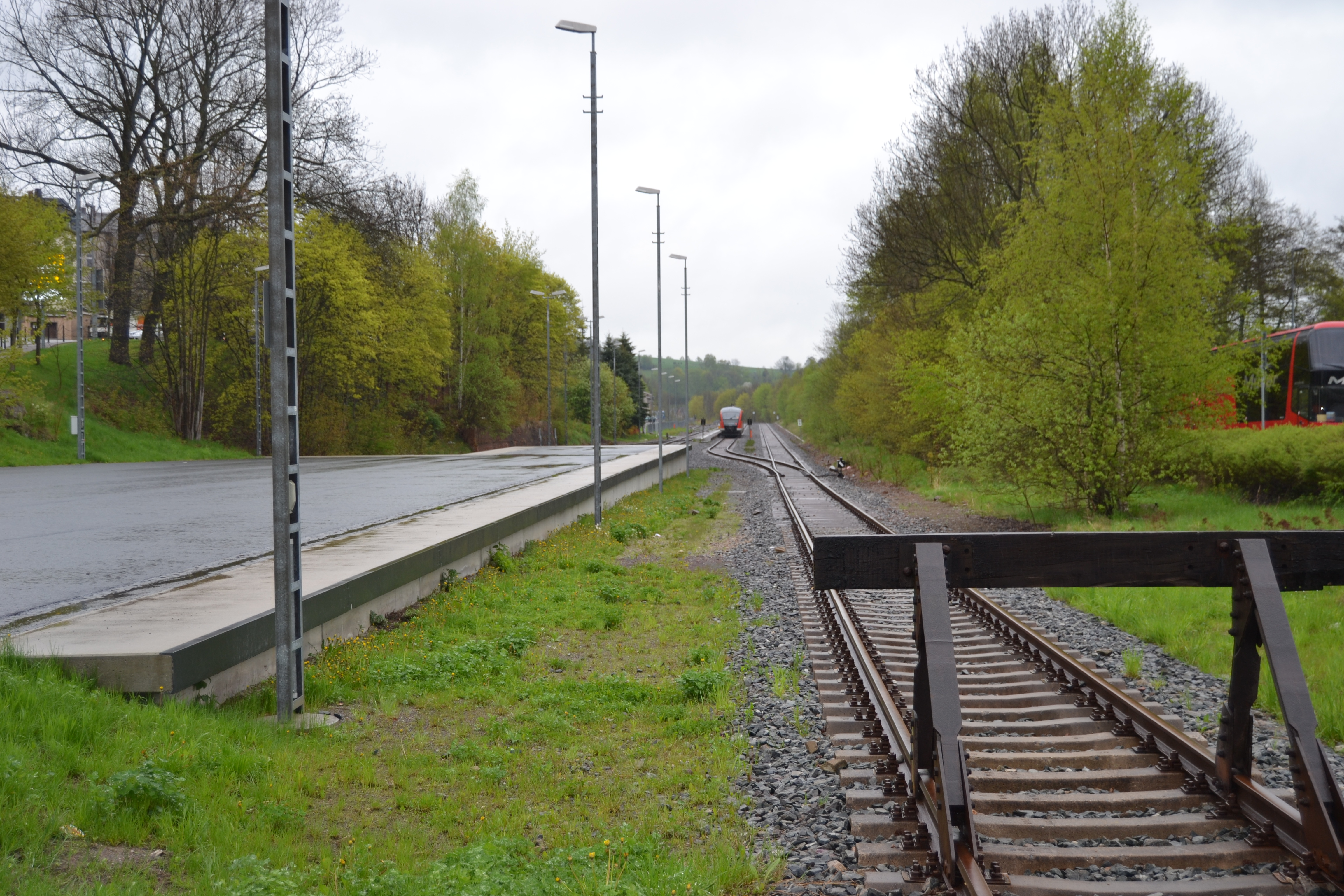
Rampa pro vozidla Bundeswehru v Marienbergu

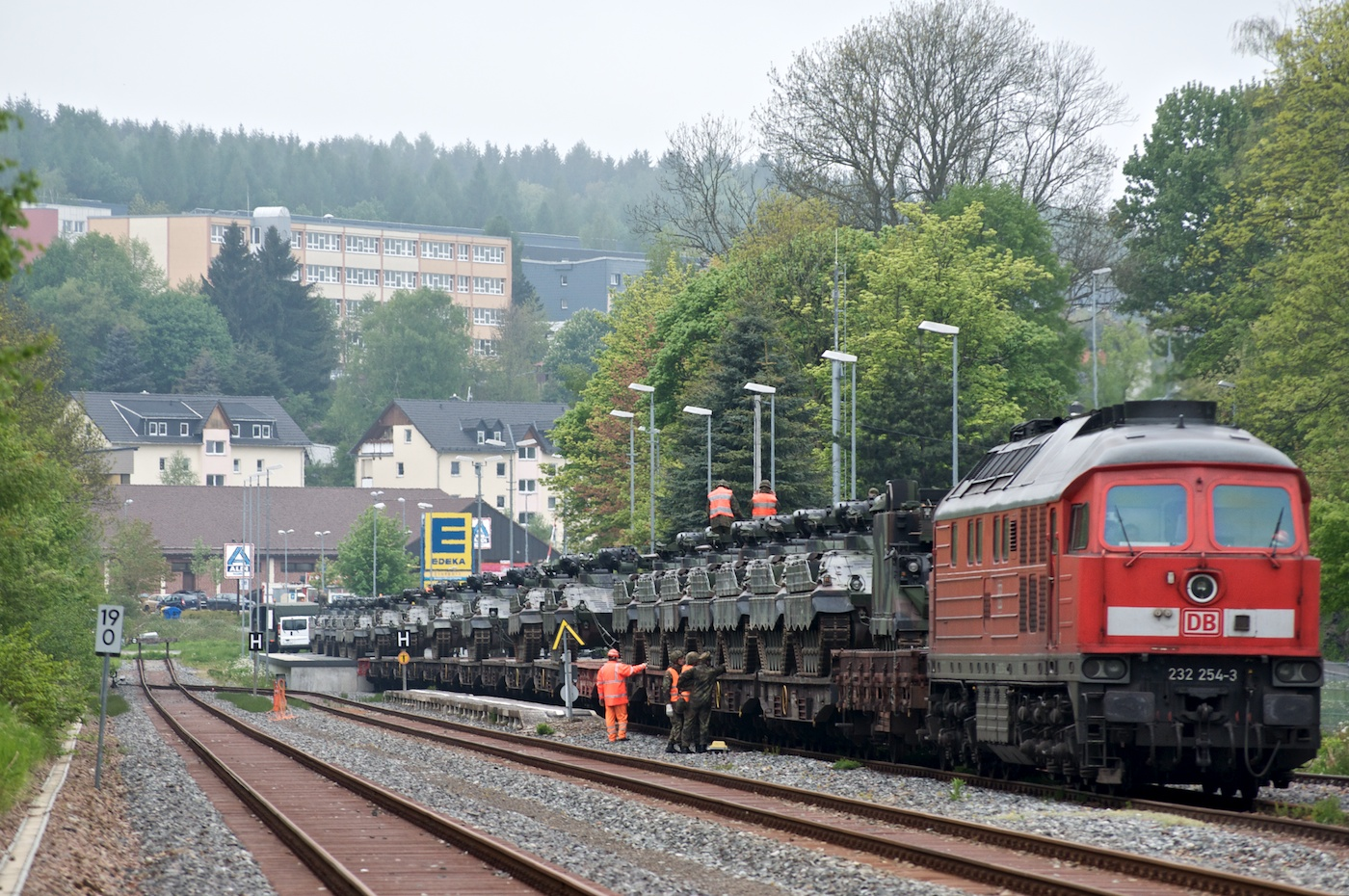
Přeprava vojenské techniky (2013)

Deutsche Bahn AG začala v polovině devadesátých let 20. století v rámci programu regionalizace trať obnovovat. Z tohoto důvodu byla dne 23. července 1998 železniční doprava mezi stanicemi Pockau-Lengefeld a Marienberg přerušena. Když byly v červenci 1999 práce s celkovou investicí ve výši téměř 24 milionů marek z velké části dokončeny, způsobila na trati značné škody povodeň. Teprve na jaře roku 2002 bylo rozhodnuto, že trať bude znovu vybudována. Zahájení prací se však opozdilo kvůli zničení tratě úseku Pockau-Lengefeld – Flöha další povodní v srpnu 2002. Od 29. ledna 2005 byla obnovena doprava mezi stanicemi Chemnitz Hbf a Olbernhau. Od 10. prosince 2006 byl mezi Chemnitzem a Olbernhau ve všední dny zaveden hodinový takt, od prosince 2011 pak pouze ve špičkách.
Na úseku mezi Marienbergem a Pockau-Lengefeldem byl 4. září 2006 obnoven pravidelný provoz čtyřmi páry vlaků v pracovní dny. Tyto vlaky objednal bývalý Středokrušnohorský okres – vzhledem k nepříznivému jízdnímu řádu vlaků Chemnitz–Olbernhau a kvůli plánování vlaků pro dopravu pro školáky byly přestupní vazby na vlaky v Pockau-Lengefeldu velmi špatné. Dne 10. prosince 2006 vstoupil v platnost jízdní řád s lepšími přípoji ve stanici Pockau-Lengefeld. V září 2007 byl jízdní řád na této větvi trati opět změněn: od pondělí do pátku jezdil ráno jen jeden pár vlaků pro přepravu školních dětí, zato o sobotách nedělích a svátcích jezdily čtyři páry.
Od roku 2007 jezdí opět nákladní vlaky německé armády do Marienbergu; a to přibližně každé tři měsíce a zhruba po třech týdnech se vracejí. Vlaky jsou vedeny sovětskými dieselovými lokomotivami řad 232 a 233.
Od 11. prosince 2011 byl ve všední dny v úseku Marienberg –  Pockau-Lengefeld provozován pouze jeden pár vlaků. Chybějící páry vlaků byly o víkendech nahrazeny poptávkovým autobusem (Rufbus). Změnou jízdního řádu dne 15. prosince 2013 byl provoz mezi Marienbergem a Pockau–Lengefeldem zastaven úplně. Od 6. února do 6. května 2014 nabídla společnost DB RegioNetz Infrastruktur GmbH úsek trati Marienberg-Pockau-Lengefeld k prodeji pro „zájemce, kteří chtějí převzít úsek trati bez přerušení provozuschopnosti a pro veřejnou dopravu na svou vlastní odpovědnost“.

### Zrušení úseku Reitzenhain – Marienberg

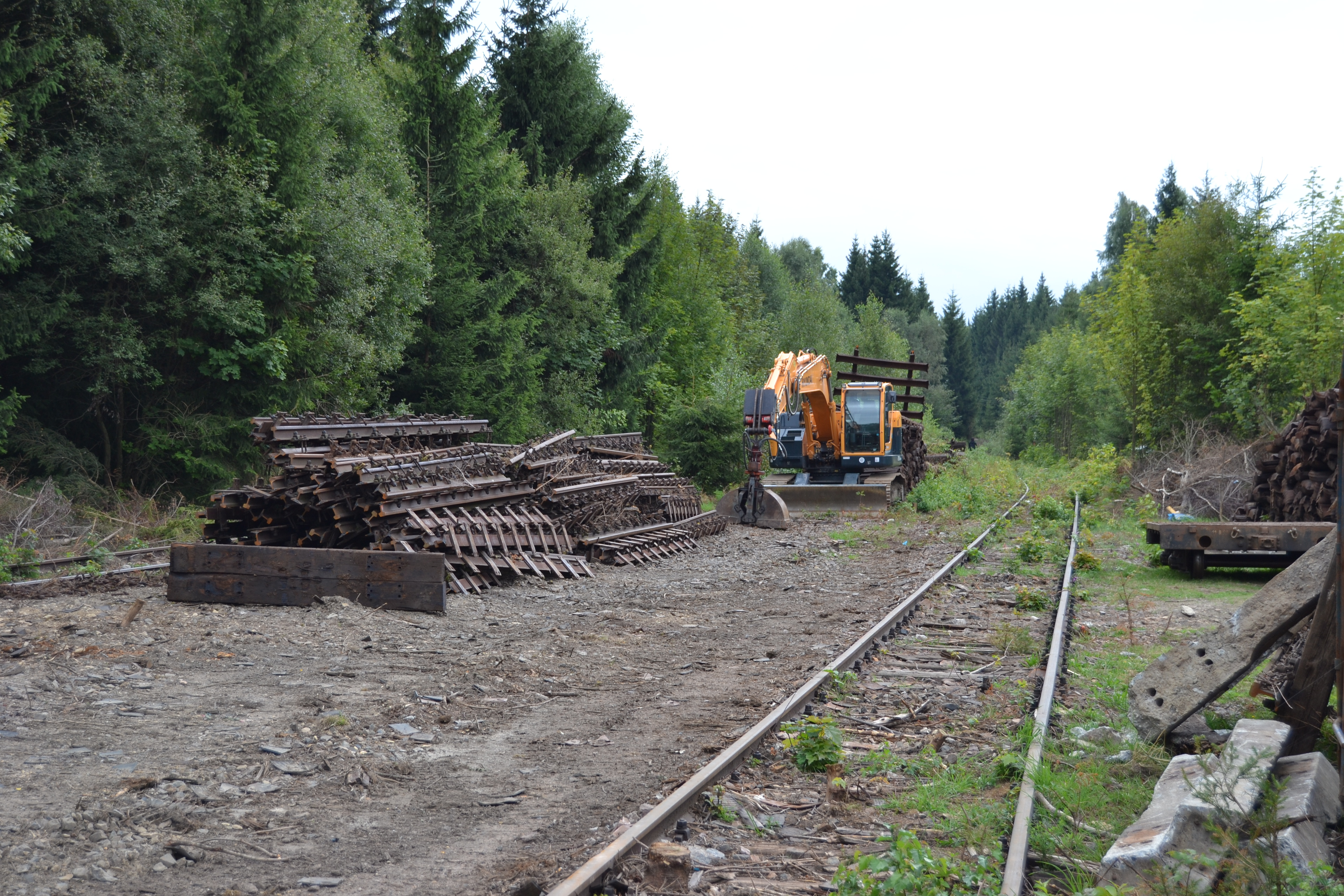
Demontáž železnice v nádraží Gelobtland (srpen 2013)

Město Marienberg se v roce 2012 rozhodlo nepoužívaný úsek trati koupit. Po odstranění kolejí a veškerého staničního zařízení je plánováno vybudovat stezku pro cyklisty a pěší, která spojí Marienberg s místními částmi Gebirge, Gelobtland und Reitzenhain a s mezinárodní trasou Kammweg Erzgebirge–Vogtland. Zbouráním byla pověřena polečnost „Eisenbahn-Handelsgesellschaft mbH & Co. KG“ z Lipska. Demoliční práce byly zahájeny 2. května 2013 v Reitzenhainu. Trať byla zbourána do konce 3. čtvrtletí roku 2013.